# Korean Broadcasting System
Korean Broadcasting System (en hangul: 한국방송공사, romanización revisada: Hanguk Bangsong Gongsa), más conocida por sus siglas KBS, es una empresa de radiodifusión pública de Corea del Sur.
Fue fundada el 3 de marzo de 1973 para agrupar los servicios públicos de radio (1927) y televisión (1961). Actualmente gestiona dos cadenas nacionales de televisión, seis emisoras de radio, un portal web multimedia, el servicio internacional KBS World y canales temáticos en cable, satélite y DAB.
KBS es miembro activo de la Unión Asia-Pacífica de Radiodifusión (ABU) y miembro asociado de la Unión Europea de Radiodifusión (UER).

## Historia
Las primeras emisiones de radio en Corea tuvieron lugar durante la ocupación japonesa. El 16 de febrero de 1927 se fundó «JODK», operada por Gyeongseong Broadcasting Corporation. Al finalizar la Segunda Guerra Mundial fue nacionalizada por el nuevo estado de Corea del Sur, que cambió el nombre de la empresa por el de «HLKA». Las emisiones de televisión no comenzaron hasta 1956 con la puesta en marcha de «HLKZ-TV», un canal local privado. Cinco años después el gobierno asumió el servicio, y el 31 de diciembre de 1961 se produjo la creación de la actual KBS1.
Todos los servicios estatales de radio y televisión fueron unificados en 1968 bajo una sola radiodifusora pública. A partir de 1973 el grupo pasó a llamarse Korean Broadcasting System (KBS, en español «Sistema de Radiodifusión Coreana»). La corporación dependía directamente del estado, por lo que el gobierno de Park Chung-hee mantuvo un fuerte control sobre ella. En 1976 se completaron las obras de la sede central en el distrito financiero de Yeouido (Seúl), con más de 34 000 metros cuadrados y equipamiento actualizado. Hoy en día, ese edificio alberga las emisoras nacionales de radio.
KBS empezó a emitir en frecuencia modulada a partir de 1979, mientras que en 1980 puso en marcha el segundo canal de televisión (KBS2). El gobierno de Chun Doo-hwan, interesado en controlar los medios de comunicación, expropió la cadena privada TBC y asumió el control del Canal Cultural (MBC), lo que dotó a KBS de mayor cobertura y frecuencias. Ese mismo año se introdujo programación en color y se reformó la ley de financiación del ente público, a través de un impuesto directo sobre los televisores.
En 1981 se creó un tercer canal de televisión con programación educativa. En 1990 el estado transfirió su control a una nueva empresa pública llamada Educational Broadcasting System (EBS).
Con la llegada de una democracia multipartidista en 1987, KBS se convirtió en una corporación independiente del gobierno, aunque se mantuvo su carácter estatal. Fue la radiodifusora oficial de los Juegos Olímpicos de Seúl 1988, y cuando el evento terminó la televisión se mudó al Centro Internacional de Radiodifusión, construido para la prensa que cubría el evento.
En 1994 se cambió otra vez el sistema de financiación con un nuevo impuesto directo sobre el recibo de la luz; KBS Radio 1 y KBS1 dejaron de emitir publicidad, aunque el resto de canales sí pueden hacerlo. Un año después, el ente público abrió su sitio web.
KBS Television emite desde 2001 en alta definición. Los canales solo están disponibles en formato digital desde el 1 de enero de 2013, fecha del apagón analógico en Corea del Sur.

## Organización

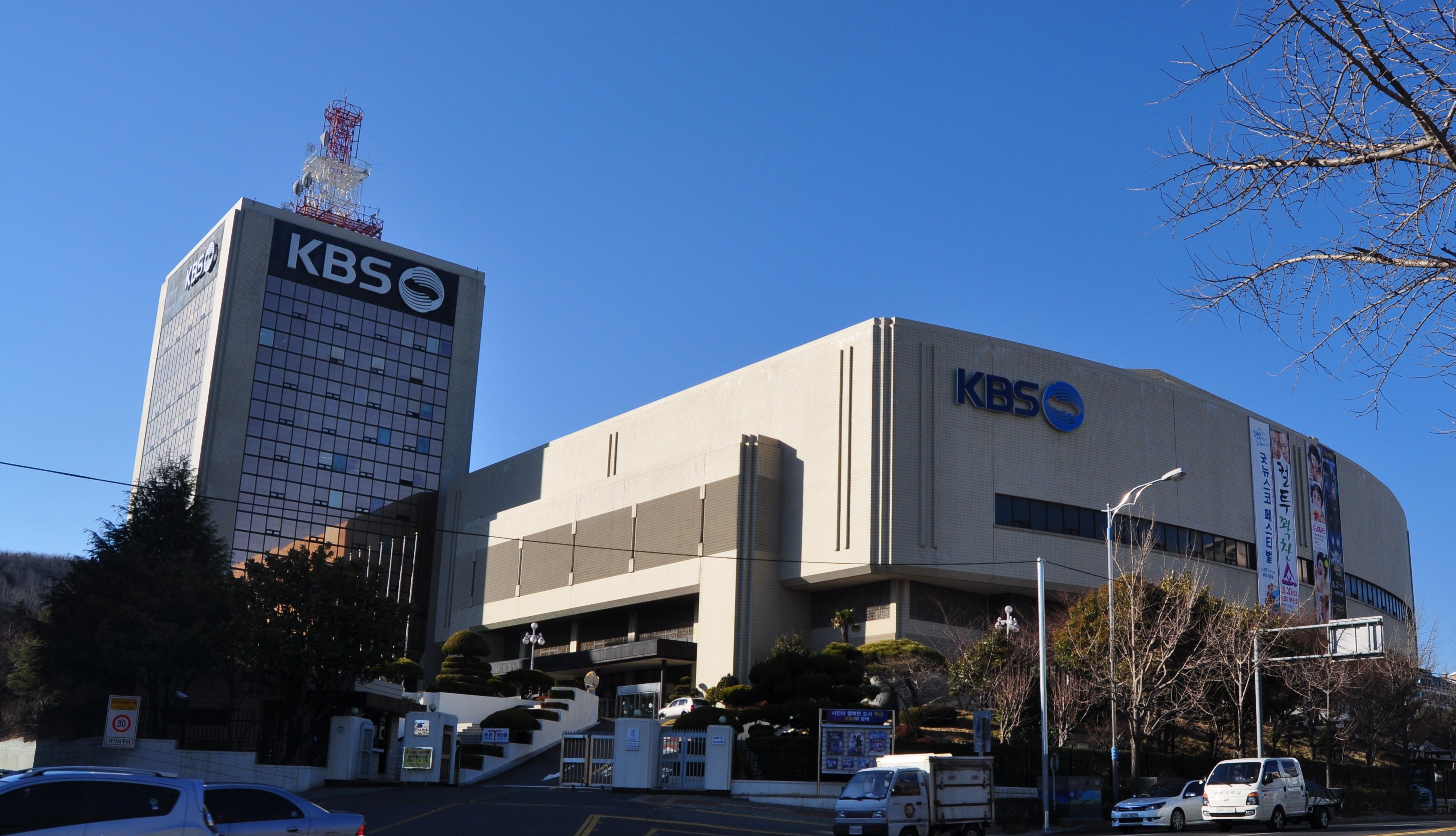
Centro territorial de KBS en Busan.

KBS es un organismo estatal de radiodifusión pública. La empresa está gobernada por un consejo de administración de 11 miembros: siete recomendados por el partido mayoritario de la Asamblea Nacional y cuatro por la oposición. El presidente de la República de Corea nombra al consejero delegado de KBS por recomendación del consejo administrativo, y este elige al vicepresidente ejecutivo con la aprobación del consejo. Además, la Comisión de Comunicaciones de Corea nombra un auditor que vela por el cumplimiento presupuestario. Cada miembro tiene tres años de mandato, y solo pueden renovarlo una vez.
Aunque sobre el papel la línea editorial de KBS es independiente del poder, se ha criticado que el sistema de elección de consejeros refuerza el control político y las presiones a los redactores.
KBS tiene un sistema mixto de financiación. El estado cobra un impuesto mensual sobre el recibo de la luz de 4000 wons (3 euros), y la recaudación supone la mitad del presupuesto. El resto se cubre con publicidad y venta de derechos de emisión. KBS no puede emitir anuncios ni en KBS Radio 1 ni en el canal de televisión KBS1, pero sí en el resto de canales, incluyendo los temáticos de cable y satélite. El gobierno sólo puede hacer aportaciones directas en las emisoras internacionales (KBS World) y en los espacios de KBS Radio 3 dirigidos a personas con discapacidad.

## Servicios nacionales

### Radio

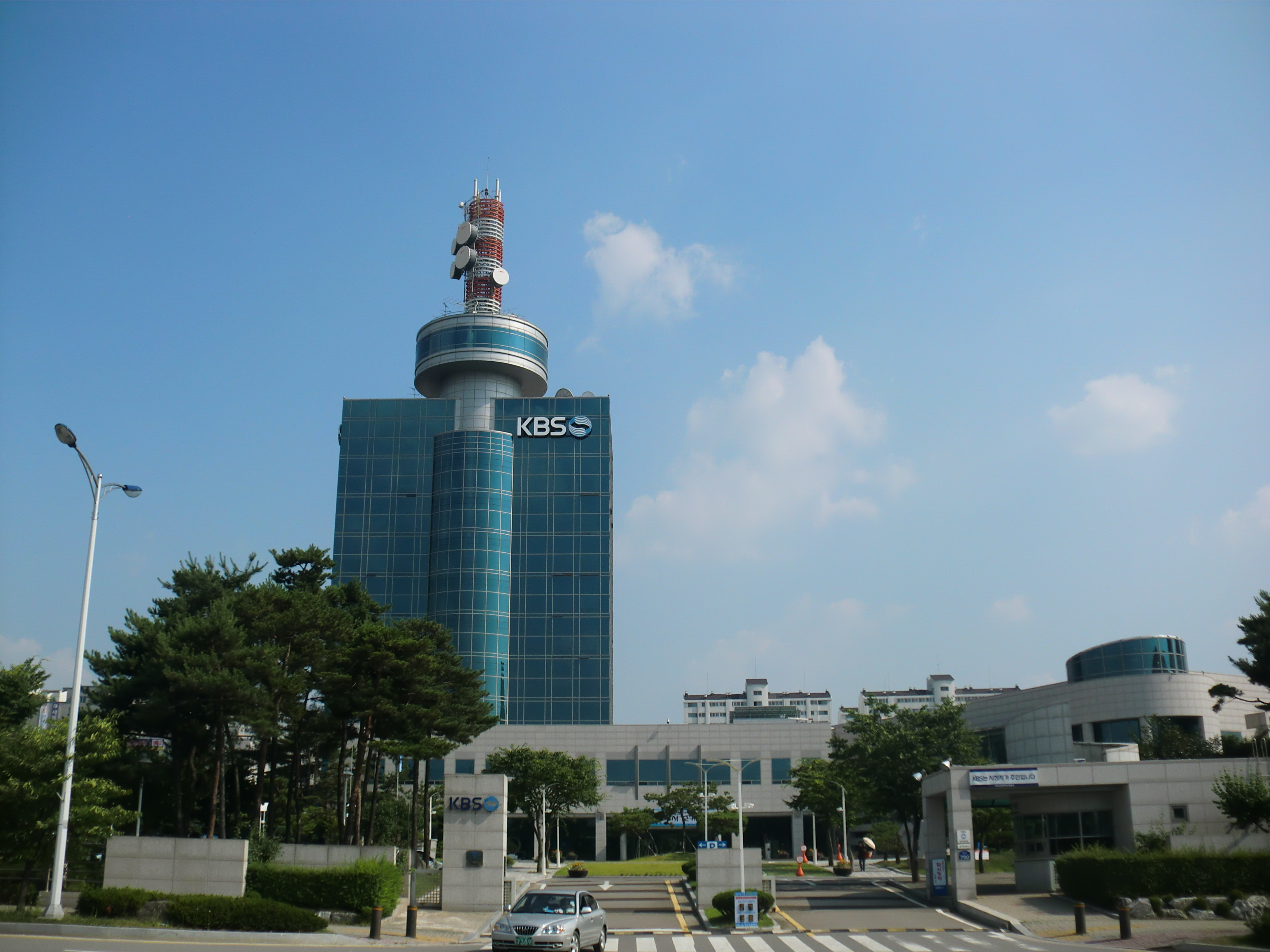
Delegación de KBS en Cheongju.

- KBS 1Radio: Especializado en noticias, boletines y acontecimientos especiales.
- KBS 2Radio (KBS Happy FM): Programación generalista con música y programas de entretenimiento, dirigida a un público de mediana edad.
- KBS 3Radio (KBS Voice of Love FM): Emisora de servicio público con programas para colectivos minoritarios, personas con discapacidad y tercera edad. También retransmite deportes.
- KBS Classic FM: Música clásica y folclore coreano.
- KBS Cool FM: Emisora juvenil con música (normalmente K-Pop) y magacines.
- KBS Hanminjok: Servicio de onda corta que está dirigido tanto al sur como al norte de la península. También está dirigido a coreanos que residen fuera de la península.

### Televisión
KBS gestiona tres canales de televisión generalistas, disponibles tanto en señal abierta (televisión digital terrestre) como en cable y satélite.
| Logo        | Programación |
| ----------- | --- |
| KBS 1TV     | KBS 1TV (HLKA-DTV) Primer canal generalista de KBS, enfocado al servicio público. La columna vertebral de la programación son los servicios informativos. También ofrece documentales, entretenimiento familiar y acontecimientos especiales. Comenzó a emitir el 31 de diciembre de 1961. No puede emitir publicidad ni patrocinios.                         |
| KBS 2TV     | KBS 2TV (HLSA-DTV) Segundo canal generalista, enfocado al entretenimiento. El horario estelar está dirigido al público entre 18 y 49 años, más joven que el de KBS1. Ofrece series, programas musicales, deporte y animación infantil. Sus emisiones comenzaron el 1 de diciembre de 1980 sobre las frecuencias de un canal privado. Puede emitir publicidad. |
| KBS NEWS 24 | KBS NEWS 24 Canal dedicado a la información continua. |

Además, KBS gestiona la plataforma de canales temáticos «KBS N», disponibles en cable, satélite y video bajo demanda:
- KBS Life: Documentales y telerrealidad. Lanzado en 2015.
- KBS Drama: Series de ficción y drama coreano.
- KBS Joy: Programas, concursos y comedia. Lanzado en 2006.
- KBS N Sports: Deportes. Lanzado en 2002.
- KBS Story: Canal dedicado a la mujer. Lanzado en 2013 como KBS W y renombrado KBS Story en 2021.
- KBS Kids: Canal infantil. Lanzado en 2012.
- KBS N Plus: Canal especializado en emitir contenidos de los 6 canales anteriores. Lanzado en 2017.

Todos los canales de KBS emiten en sistema estándar y en alta definición. La radiodifusora está probando un servicio en ultra alta definición. Hay también cuatro canales que emiten en DMB.

## Servicio internacional

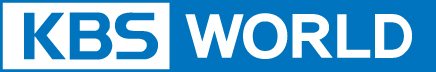
Logotipo de KBS World.

KBS World es el departamento internacional de KBS que produce contenidos para radio, televisión e internet. Está disponible para 54 millones de espectadores en más de 100 países. Su financiación corre a cargo del gobierno surcoreano, que realiza aportaciones directas para mantener todos los servicios posibles.
La radio internacional se llama KBS World Radio. Fue fundada el 15 de agosto de 1953 con el nombre «La Voz de la Corea Libre», en los últimos compases de la guerra de Corea. Al principio emitía boletines informativos de quince minutos en inglés, y después ha ampliado sus servicios al japonés (1955), ruso y chino (1961) y español (1962). Actualmente genera contenidos en once idiomas. Su público objetivo es la comunidad coreana que reside en el extranjero, estimada en más de 5,7 millones de personas.
El canal de televisión se llama KBS World y empezó el 1 de julio de 2003. Se nutre de programas de producción propia de KBS, por lo que emite en idioma coreano y cuenta con subtítulos en inglés, malayo, chino y español, dependiendo de la región y el operador. También está disponible en Youtube. Dentro de la marca hay dos desconexiones para mercados específicos: uno en Japón para la comunidad coreana (más de 500 000 personas) y otro en Norteamérica para inmigrantes y descendientes coreanos.

## Imagen corporativa

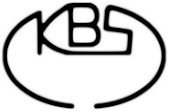
Primer logotipo de KBS (1961 a 1973).
Desde marzo de 1973 hasta octubre de 1984.
Logo actual, desde el 2 de octubre de 1984.

## Controversia
La llegada al poder del general Chun Doo-hwan en 1980 motivó un mayor control informativo del gobierno en KBS. El nuevo presidente aprobó una ley que confiscaba radios y televisiones privadas para que se integrasen en la estructura pública: el canal de televisión TBC (reconvertido en KBS2), la radio del diario Dong-a Ilbo, y tres estaciones locales. Además, KBS asumió el control de Munhwa Broadcasting Corporation. La expropiación de TBC fue una polémica recurrente y no se resolvió hasta 2009, ya bajo un sistema multipartidista, cuando el presidente Lee Myung-bak reconoció que la medida de Doo-hwan había sido inconstitucional.
A lo largo de su historia KBS ha enfrentado distintas acusaciones, la mayoría relativas a manipulación informativa y presiones. Uno de los episodios más importantes se dio en 2012, cuando los empleados de KBS, MBC, SBS y Yonhap se unieron para denunciar las presiones informativas del gobierno de Lee Myung-bak. Los trabajadores de KBS subieron a internet un video titulado «Reiniciad KBS News 9» en el que, además de pedir independencia editorial, denunciaban gastos injustificados de la dirección.
KBS fue acusada de manipulación durante el Naufragio del Sewol, en el que habían fallecido más de 250 personas. Los sindicatos de KBS News denunciaron presiones para defender la gestión de la presidenta Park Geun-hye, llegando incluso a enfrentarse a las asociaciones de víctimas del hundimiento. Un mes antes, un exdirector de la división reveló que el ejecutivo le había presionado para alterar información. Después de que los trabajadores boicoteasen el telediario durante diez días, anunciaron una huelga indefinida para pedir responsabilidades. El conflicto terminó cuando el cuestionado director de la corporación, Gil Hwan-young, tuvo que renunciar al cargo y pedir disculpas a las víctimas.